# Научно-исследовательский институт нормальной физиологии имени П. К. Анохина
Научно-исследовательский институт нормальной физиологии имени П. К. Анохина — научно-исследовательское учреждение в области физиологии. 
Институт основан в 1974 году как Научно-исследовательский институт нормальной физиологии АМН СССР на базе отдела Института нормальной и патологической физиологии АМН СССР. Первый директор института, возглавлявший его с момента основания в 1974 году по 2008 год, — академик РАМН Константин Викторович Судаков.

## Основные направления исследований
В настоящее время научная тематика института связана с актуализацией и творческим развитием теории функциональных систем. Исследуются вопросы физиологических основ эмоционального стресса, молекулярно-генетические механизмы системной организации физиологических функций, и поведения.

## Подразделения
Научно-организационную структуру института составляют:
- лаборатория функциональной нейрохимии
- лаборатория нейробиологии памяти
- лаборатория физиологии подкрепления
- лаборатория общей физиологии функциональных систем
- лаборатория физиологии мотиваций
- лаборатория системных механизмов эмоционального стресса
- лаборатория системных механизмов спортивной деятельности
- лаборатория физиологии функциональных состояний человека